# Mistrzostwa Polski w Szermierce 1925
Mistrzostwa Polski w Szermierce 1925 – 2. edycja indywidualnych Mistrzostw Polski odbyła się w dniach 31 maja – 1 czerwca 1925 roku we Lwowie. W zawodach wystartowali zawodnicy z następujących klubów: AZS Lwów, Klub Szermierczy Lwów, AZS Kraków i Penthatlon Poznań.

## Medaliści
| Konkurencja:                     | Złoto:                       | Srebro:                         | Brąz:                       |
| floret (startowało 5 zawodników) | Władysław Segda (AZS Kraków) | Adam Papée (AZS Kraków)         | Tadeusz Friedrich(KSz Lwów) |
| szabla (startowało 8 zawodników) | Tadeusz Friedrich (KSz Lwów) | Aleksander Małecki (AZS Kraków) | Adam Papée (AZS Kraków)     |
| szpada (startowało 6 zawodników) | Tadeusz Friedrich (KSz Lwów) | Aleksander Małecki (AZS Kraków) | Ludwik Kawałek (AZS Kraków) |